# Heinz Ullrich

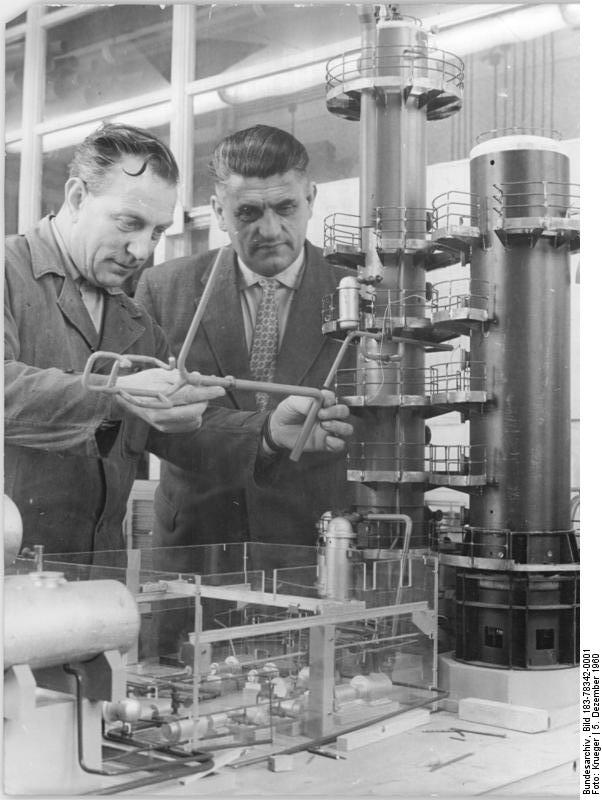
Heinz Ullrich (rechts), 1960

Max Robert Heinz Ullrich (* 8. April 1908 in Erfurt; † 7. März 1978 in Magdeburg) war ein deutscher Konstrukteur und Erfinder.

## Leben
Ullrich wurde als Sohn des Metallarbeiters Karl Otto Paul Ullrich geboren. Von 1922 bis 1926 absolvierte er eine Schlosserlehre und besuchte dann von 1927 bis 1932 die Fachschule für Maschinenbau Erfurt, die er mit Auszeichnung abschloss. Ab 1933 war er bei der Bergmann AG in Berlin beschäftigt, bevor er dann von 1936 bis 1944 als Versuchsingenieur für die Firma L. & C. Steinmüller in Gummersbach arbeitete. Er wurde dann als Soldat zum Kriegsdienst eingezogen und war nach Ende des Zweiten Weltkriegs bei der Firma Topf & Söhne in Erfurt-Bischleben beschäftigt. 1948 ging er dann zum Apparate- und Feuerungsbau Weimar und übernahm dort die Leitung des Werks. Im Zeitraum ab 1950 arbeitete Ullrich an der Vorbereitung der Produktion von Schiffskesseln für Frachter, die für die Sowjetunion vorgesehen waren. Er entwickelte einen neuen Räumerrost der, mit der Leistungsregelung der Anlage verbunden, eine geregelte Kohlebeschickung ermöglichte.
Im Jahr 1952 wurde er Leiter des Kesselbaus im VEB Schwermaschinenbau „Karl Liebknecht“ (SKL) im Magdeburger Stadtteil Salbke. Zu seinen Aufgaben gehörte die Vorbereitung der Dampferzeuger für die Kraftwerke Vockerode und Finkenheerd. Basierend auf dem Schmidt-Hartmann-Prinzip entwickelte er 1956 einen Zweikreis-Kleinkessel, der nur noch geringe Anforderungen an die Qualität des Speisewassers stellte. Für den Export nach Ägypten und China entwickelte er Mitte der 1950er Jahre einen Kessel der Bagasse, ein Abfallprodukt der Rohrzuckergewinnung verbrannte und den Brennstoff automatisch gesteuert, mechanisch in den Kessel einspeiste. In weiteren Arbeiten beschäftigte er sich mit der Verfeuerung von giftigem Schwefelwasserstoff. Auch hier gelangen ihm neue Lösungen für schwierige technische Probleme, die weit über das bis dahin in dem Bereich übliche hinausgingen.
Die Funktion als Leiter des Kesselbaus hatte er bis 1960 inne. Er führte sodann die Verhandlungen zum Aufbau des Chemieanlagenbaus des SKL, in dem Grundausrüstungen für die DDR-Chemieindustrie hergestellt wurden. Ab 1965 ging er wieder in den Apparatebau.